# Wittlich
Wittlich è una città di 19.740 abitanti della Renania-Palatinato, in Germania.

È il capoluogo del circondario (Landkreis) di Bernkastel-Wittlich (targa WIL).